# Bob ai XXI Giochi olimpici invernali - Bob a due maschile
La gara di bob a due maschile ai XXI Giochi olimpici invernali si è disputata tra il 20 e il 21 febbraio presso il Whistler Sliding Centre, a Whistler.

## Record
I record della pista sono i seguenti:
| Tipo     | Data            | Squadra                              | Tempo |
| -------- | --------------- | ------------------------------------ | ----- |
| Partenza | 6 febbraio 2009 | Svizzera Beat Hefti Thomas Lamparter | 4.70  |
| Pista    | 6 febbraio 2009 | Svizzera Beat Hefti Thomas Lamparter | 51.95 |

## Squadre qualificate
Il 20 gennaio la FIBT aveva annunciato la qualificazione alla gara delle seguenti squadre:
3 squadre: 
- Germania,  Svizzera e  Stati Uniti

2 squadre: 
- Canada,  Russia,  Italia,  Austria,  Lettonia e  Australia

1 squadra: 
- Regno Unito,  Paesi Bassi,  Romania,  Rep. Ceca,  Polonia,  Slovacchia,  Monaco,  Liechtenstein e  Giappone

## Risultati
| Pos. | Num. | Nazione         | Atleti                                                                      | 1ª manche     | 2ª manche  | 3ª manche     | 4ª manche  | Totale  | Distacco |
| ---- | ---- | --------------- | --------------------------------------------------------------------------- | ------------- | ---------- | ------------- | ---------- | ------- | -------- |
|      | 4    | Germania-1      | André Lange Kevin Kuske                                                     | 4"81 51"59    | 4"81 51"72 | 4"83 51"57-TR | 4"82 51"77 | 3'26"65 |          |
|      | 2    | Germania-2      | Thomas Florschütz Richard Adjei                                             | 4"79 51"57-TR | 4"79 51"85 | 4"84 51"62    | 4"82 51"83 | 3'26"87 | +0"22    |
|      | 7    | Russia-1        | Aleksandr Zubkov Aleksej Voevoda                                            | 4"78 51"79    | 4"78 52"02 | 4"79 51"80    | 4"78 51"90 | 3'27"51 | +0"86    |
| 4    | 1    | Svizzera-1      | Ivo Rüegg Cédric Grand                                                      | 4"86 51"76    | 4"86 52"18 | 4"86 51"92    | 4"85 51"99 | 3'27"85 | +1"20    |
| 5    | 9    | Canada-2        | Pierre Lueders Jesse Lumsden                                                | 4"78 51"94    | 4"79 52"12 | 4"82 51"87    | 4"79 51"94 | 3'27"87 | +1"22    |
| 6    | 6    | Stati Uniti-1   | Steven Holcomb Curtis Tomasevicz                                            | 4"79 51"89    | 4"82 52"04 | 4"84 51"98    | 4"86 52"03 | 3'27"94 | +1"29    |
| 7    | 11   | Russia-2        | Dmitrij Abramovič Sergej Prudnikov                                          | 4"81 52"03    | 4"82 52"40 | 4"84 52"11    | 4"84 51"92 | 3'28"46 | +1"81    |
| 8    | 25   | Lettonia-1      | Edgars Maskalāns Daumants Dreiškens                                         | 4"85 52"16    | 4"83 52"32 | 4"87 52"17    | 4"86 52"43 | 3'29"08 | +2"43    |
| 9    | 3    | Germania-3      | Karl Angerer Gregor Bermbach                                                | 4"84 52"23    | 4"84 52"43 | 4"89 52"19    | 4"88 52"44 | 3'29"29 | +2"64    |
| 10   | 8    | Stati Uniti-2   | John Napier Steven Langton                                                  | 4"89 52"28    | 4"89 52"45 | 4"91 52"31    | 4"93 52"36 | 3'29"40 | +2"75    |
| 11   | 14   | Romania-1       | Nicolae Istrate Florin Cezar Craciun                                        | 4"85 52"19    | 4"84 52"41 | 4"87 52"40    | 4"87 52"43 | 3'29"43 | +2"78    |
| 12   | 13   | Stati Uniti-3   | Mike Kohn Nick Cunningham                                                   | 4"91 52"47    | 4"91 52"71 | 4"94 52"25    | 4"93 52"35 | 3'29"78 | +3"13    |
| 13   | 16   | Rep. Ceca-1     | Ivo Danilevic Jan Stoklaska                                                 | 4"90 52"73    | 4"89 52"59 | 4"95 52"52    | 4"90 52"44 | 3'30"28 | +3"63    |
| 14   | 10   | Paesi Bassi-1   | Edwin van Calker Sybren Jansma                                              | 4"77 52"37    | 4"81 52"83 | 4"83 52"63    | 4"83 52"62 | 3'30"45 | +3"80    |
| 15   | 5    | Canada-1        | Lyndon Rush Lascelles Brown (1ª-2ª manche) David Bissett (3ª-4ª manche)     | 4"76 51"67    | 4"75 54"70 | 4"87 51"93    | 4"85 52"16 | 3'30"46 | +3"81    |
| 16   | 19   | Polonia-1       | Dawid Kupczyk Marcin Niewiara                                               | 4"90 52"45    | 4"89 52"91 | 4"91 52"42    | 4"93 52"72 | 3'30"50 | +3"85    |
| 17   | 18   | Italia-2        | Fabrizio Tosini Sergio Riva                                                 | 4"94 52"84    | 4"95 52"83 | 4"96 52"34    | 4"95 52"65 | 3'30"66 | +4"01    |
| 18   | 15   | Austria-2       | Jürgen Loacker Christian Hackl                                              | 4"97 52"55    | 4"98 52"86 | 4"99 52"73    | 4"98 52"64 | 3'30"78 | +4"13    |
| 19   | 21   | Monaco-1        | Patrice Servelle Sébastien Gattuso                                          | 4"94 52"96    | 4"96 52"61 | 4"96 52"71    | 4"98 52"56 | 3'30"84 | +4"19    |
| 20   | 20   | Slovacchia-1    | Milan Jagnešák Petr Narovec                                                 | 5"03 53"18    | 5"01 53"16 | 5"03 52"73    | 5"02 52"99 | 3'32"06 | +5"41    |
| 21   | 23   | Giappone-1      | Hiroshi Suzuki Ryuichi Kobayashi                                            | 4"91 53"24    | 4"91 53"30 | 4"93 53"13    |            | 2'39"67 |          |
| 22   | 17   | Australia-1     | Christopher Spring Duncan Harvey (1ª-2ª manche) Anthony Ryan (3ª-4ª manche) | 4"86 53"14    | 4"87 54"41 | 4"97 53"18    |            | 2'40"73 |          |
|      | 12   | Italia-1        | Simone Bertazzo Samuele Romanini                                            | 4"85 52"33    | 4"86 52"88 | DSQ           |            |         |          |
|      | 22   | Liechtenstein-1 | Michael Klingler Thomas Dürr                                                | 5"08 56"18    | DNS        |               |            |         |          |
|      | 27   | Australia-2     | Jeremy Rollestone Duncan Michael Pugh                                       | DNF           |            |               |            |         |          |
|      | 26   | Austria-1       | Wolfgang Stampfer Jürgen Mayer                                              | DSQ           |            |               |            |         |          |
|      | 24   | Gran Bretagna-1 | John James Jackson Dan Money                                                | DSQ           |            |               |            |         |          |